# Lobbypedia
Lobbypedia (Kofferwort aus Lobbyismus und Wikipedia) ist ein vom LobbyControl e. V. betriebenes lobbykritisches Onlinelexikon. In der Lobbypedia wird Wissen über die Einflussnahme verschiedener Akteure auf Politik und Öffentlichkeit gesammelt und organisiert.

## Überblick
Die Lobbypedia wird durch LobbyControl betrieben und durch Fördermitglieder, Spenden und Stiftungsgelder finanziert. Das Projekt ging am 28. Oktober 2010 online und enthielt Anfang 2020 knapp 900 Inhaltsseiten. Die Webseite läuft mit der frei verfügbaren Software MediaWiki.

## Redaktionsprinzip und Mitarbeit
Angemeldete Autoren schreiben neue oder verändern bestehende Artikel in der Lobbypedia. Eine Anmeldung als Autor konnte bei LobbyControl e. V. beantragt werden. Redakteure oder Administratoren von Lobbycontrol e. V. sichten Änderungen und neue Beiträge und gestalten die Portalseiten. Seit Dezember 2019 können Externe nicht mehr an der Lobbypedia mitarbeiten.

## Struktur
Das Wissen ist sowohl per Suchfunktion, Kategorien und einem Index (A–Z) auch über die sortierten Themenfeldern zugänglich:
- Parteispenden-Datenbank
- Wirtschaftsverbände – umschließt auch Interessenverbände
- LobbyABC
- Lobbyregulierung
- Lobbyismus in der EU
- Lobbyismus an Schulen
- Seitenwechsel – Wechsel von Politikern und Ministeriumsmitarbeitern in die Wirtschaft, auch Drehtür-Effekt genannt
- Handelspolitik
- Lobby-Agenturen
- Unternehmen

## Grimme Online Award 2012
Anderthalbjahre nach der Gründung gewann die Lobbypedia den Grimme Online Award 2012. Die Jury begründete die Auszeichnung mit folgenden Worten:

„[…] Zu groß ist der Einfluss gesellschaftlicher Gruppen auf die politischen Akteure, zu eng erscheinen vor allem die Verbindungen zwischen Politik und Wirtschaft. „Lobbypedia“ hat es sich zur Aufgabe gemacht, die versteckten Strukturen des Lobbyismus sicht- und greifbar zu machen. […]“